# Liste des châteaux de Corse
Cet article recense de manière non exhaustive les châteaux (de défense ou d'agrément), maisons fortes, manoirs, mottes castrales, situés dans les deux départements français de Corse.

## Liste
| Icône            | Signification    | Abréviations             | Abréviations                  | Abréviations             | Abréviations           |
| ---------------- | ---------------- | ------------------------ | ----------------------------- | ------------------------ | ---------------------- |
| Château fort     | Château fort     | = Bastide                | = Ferme fortifiée             | = Maison forte           | = (Néo-)Palladianisme  |
| Renaissance      | Renaissance      | = Château gascon         | = Folie (montpelliéraine)     | = Manoir, Gentilhommière | = Résidence épiscopale |
| Domaine viticole | Domaine viticole | = Classicisme, classique | = Forteresse, fort(ification) | = Maison (noble)         | = Style Beaux-Arts     |
| Palais           | Palais           | = Commanderie            | = Gothique (flamboyant)       | = Néo-baroque            | = Style Second Empire  |
| Ruine ou disparu | Ruine, disparu   | = Château pinardier      | = Hôtel particulier           | = Néo-classique          | = Style italianisant   |
|                  |                  | = Demeure seigneuriale   | ... = Style Louis XII...XVI   | = Néo-gothique           | = Style troubadour     |
|                  |                  | = Éclectisme             | = Logis (seigneurial)         | = Néo-Renaissance        | = Villa (de Nice)      |
| Baroque, rococo  | Baroque, rococo  | = Édifice religieux      | = Motte castrale/féodale      | = Pavillon de chasse     | = Styles du XXe siècle |

| Type                                           | Château                            | Commune                               | Protection                                                  | Notes                                                                | Coordonnées                 | Illustration |
| ---------------------------------------------- | ---------------------------------- | ------------------------------------- | ----------------------------------------------------------- | -------------------------------------------------------------------- | --------------------------- | ------------ |
| Forteresse, fort(ification)                    | Citadelle de Ajaccio               | Ajaccio, Corse-du-Sud                 | Inscrit MH (1975) · Notice no PA00099062                    | XVIe et XIXe siècles                                                 | 41° 55′ 01″ N, 8° 44′ 23″ E |              |
| Château fort · Forteresse, fort(ification)     | Château fort d'Algajola            | Algajola, Haute-Corse                 | Inscrit MH (1965) · Notice no PA00099152                    | XVIe et XVIIe siècles, XVIIIe siècle                                 | 42° 36′ 34″ N, 8° 51′ 44″ E |              |
| Forteresse, fort(ification)                    | Citadelle de Bastia                | Bastia, Haute-Corse                   | Classé MH (1935) · Notice no PA00099158                     | XIVe et XVIe siècles, XVIIIe siècle, Le musée de Bastia              | 42° 41′ 29″ N, 9° 27′ 07″ E |              |
| Château fort · Ruine ou disparu                | Château de Biguglia                | Biguglia, Haute-Corse                 |                                                             | Moyen Âge, détruit                                                   | 42° 37′ 36″ N, 9° 25′ 06″ E |              |
| Forteresse, fort(ification)                    | Fortin de Biguglia                 | Furiani, Haute-Corse                  |                                                             | XVIe siècle                                                          | 42° 38′ 29″ N, 9° 27′ 05″ E |              |
| Forteresse, fort(ification)                    | Citadelle de Bonifacio             | Bonifacio, Corse-du-Sud               | Inscrit MH (1929) · Notice no PA00099077                    | Moyen Âge, XVIIIe siècle                                             | 41° 23′ 13″ N, 9° 08′ 59″ E |              |
| Château fort · Ruine ou disparu                | Forteresse de Bracaggio            | Lumio, Haute-Corse                    |                                                             | Moyen Âge, disparu                                                   |                             |              |
| Forteresse, fort(ification) · Ruine ou disparu | Fort de Brando                     | Brando, Haute-Corse                   |                                                             | Moyen Âge                                                            | 42° 46′ 46″ N, 9° 27′ 33″ E |              |
| Forteresse, fort(ification)                    | Citadelle de Calvi                 | Calvi, Haute-Corse                    | Classé MH (1990) · Notice no PA00099175                     | Moyen Âge, XVIe et XVIIe siècles                                     | 42° 34′ 05″ N, 8° 45′ 38″ E |              |
| Forteresse, fort(ification)                    | Fort du cap Pertusato              | Bonifacio, Corse-du-Sud               |                                                             | Cap de Pertusato, Phare de Pertusato                                 | 41° 22′ 04″ N, 9° 11′ 04″ E |              |
| Château fort · Ruine ou disparu                | Château fort de Capula (Cucuruzzu) | Levie, Corse-du-Sud                   | Classé MH (1990) · Notice no PA00099131                     | Site archéologique, Néolithique, Age du fer, Moyen Age               | 41° 43′ 19″ N, 9° 07′ 56″ E |              |
| Bastide                                        | Château de Cenci                   | Canari, hameau de Piazze, Haute-Corse |                                                             | Moyen Âge, XVIIe siècle                                              | 42° 50′ 36″ N, 9° 19′ 45″ E |              |
| Forteresse, fort(ification)                    | Fort Charlet                       | Calvi, Haute-Corse                    |                                                             | XIXe siècle, centre de conservation-restauration du patrimoine Corse | 42° 34′ 00″ N, 8° 45′ 05″ E |              |
| Château fort · Forteresse, fort(ification)     | Citadelle de Corte                 | Corte, Haute-Corse                    | Classé MH (1977) · Notice no PA00099192                     | XVe et XVIIIe siècles, musée de la Corse                             | 42° 18′ 17″ N, 9° 08′ 55″ E |              |
| Château fort · Ruine ou disparu                | Château de Coasina (Covasina)      | Ventiseri, Haute-Corse                |                                                             | Moyen Âge                                                            | 41° 58′ 01″ N, 9° 21′ 57″ E |              |
| Palais                                         | Palais Fesch                       | Ajaccio, Corse-du-Sud                 | Classé MH (1976, 2011) · Notice no PA00099071               | XIXe siècle, Musée Fesch                                             | 41° 55′ 19″ N, 8° 44′ 20″ E |              |
| Palais                                         | Palais des Gouverneurs             | Bastia, Haute-Corse                   | Inscrit MH (1935) · Classé MH (1977) · Notice no PA00099158 | XIVe et XVIe siècles, XVIIIe siècle                                  | 42° 41′ 37″ N, 9° 27′ 04″ E |              |
| Palais                                         | Palais des Gouverneurs             | Calvi, Haute-Corse                    |                                                             |                                                                      | 42° 34′ 04″ N, 8° 45′ 36″ E |              |
| Maison (noble)                                 | Château Granajola                  | Rapaggio, Haute-Corse                 | Notice no IA2B001039 Notice no IA2B001298                   | XVIIIe et XIXe siècles                                               | 42° 22′ 26″ N, 9° 23′ 00″ E |              |
| Forteresse, fort(ification) · Ruine ou disparu | Castel de Guido de Sabellis        | Corbara, Haute-Corse                  |                                                             |                                                                      | 42° 36′ 59″ N, 8° 54′ 15″ E |              |
| Palais                                         | Palais Lantivy                     | Ajaccio, Corse-du-Sud                 | Inscrit MH (1990) · Notice no PA00099128                    | XIXe siècle, Préfecture de Corse                                     | 41° 55′ 10″ N, 8° 44′ 11″ E |              |
| Ruine ou disparu                               | Château de Lumito                  | Scata, Haute-Corse                    |                                                             |                                                                      |                             |              |
| Forteresse, fort(ification)                    | Fort de Matra                      | Aléria, Haute-Corse                   |                                                             |                                                                      |                             |              |
|                                                | Château de Merlacce                | Centuri, Haute-Corse                  |                                                             |                                                                      |                             |              |
| Forteresse, fort(ification)                    | Fort Mozzello                      | Calvi, Haute-Corse                    |                                                             |                                                                      |                             |              |
| Renaissance                                    | Château de Muracciole              | Muracciole, Haute-Corse               |                                                             |                                                                      |                             |              |
| Ruine ou disparu                               | Château de Petrellerata            | Zuani, Haute-Corse                    |                                                             |                                                                      |                             |              |
|                                                | Château de Pierre Bonaparte        | Calenzana, Haute-Corse                |                                                             |                                                                      |                             |              |
| Forteresse, fort(ification)                    | Citadelle de Porto-Vecchio         | Porto Vecchio, Corse-du-Sud           |                                                             |                                                                      |                             |              |
|                                                | Château de la Punta                | Alata, Corse-du-Sud                   |                                                             |                                                                      |                             |              |
|                                                | Château de Quenza                  | Quenza, Corse-du-Sud                  |                                                             |                                                                      |                             |              |
| Forteresse, fort(ification)                    | Citadelle de Saint-Florent         | Saint-Florent, Haute-Corse            |                                                             |                                                                      |                             |              |
|                                                | Château de San Colombano           | Palasca, Haute-Corse                  |                                                             |                                                                      |                             |              |
|                                                | Castello San Colombano             | Rogliano, Haute-Corse                 |                                                             |                                                                      |                             |              |
| Château fort · Ruine ou disparu                | Château de Serravalle              | Prato-di-Giovellina, Haute-Corse      |                                                             |                                                                      |                             |              |
| Château fort · Ruine ou disparu                | Castello di Supietra               | Omessa, Haute-Corse                   |                                                             |                                                                      |                             |              |
|                                                | Château de Tuda                    | Olmeta-di-Tuda, Haute-Corse           |                                                             |                                                                      |                             |              |
| Forteresse, fort(ification) · Ruine ou disparu | Fort de Vivario                    | Vivario, Haute-Corse                  |                                                             |                                                                      |                             |              |
| Forteresse, fort(ification) · Ruine ou disparu | Fort de Vizzavona                  | Vivario, Haute-Corse                  |                                                             |                                                                      |                             |              |